# Deutschland Cup 2007
18. ročník hokejového turnaje Deutschland Cup se konal od 8. do 11. listopadu 2007 v Hannoveru. Vyhrála jej hokejová reprezentace Švýcarska. Účastníci rozděleni do dvou skupin. Vítězové si zahráli o titul, další týmy o umístění.

## Skupina A
| Poř. | Tým     | Z | V | VP | PP | P | Skóre | B |
| ---- | ------- | - | - | -- | -- | - | ----- | - |
| 1.   | USA     | 2 | 2 | 0  | 0  | 0 | 5:3   | 6 |
| 2.   | Německo | 2 | 1 | 0  | 0  | 1 | 8:5   | 3 |
| 3.   | Dánsko  | 2 | 0 | 0  | 0  | 2 | 3:8   | 0 |

| 8. listopadu 2007 20:00 | Německo | 2:3 (0:2, 1:1, 1:0) | USA | TUI Arena, Hannover Návštěvnost: 3 093 |  |

| Zpráva (francouzsky)                |                                     |  |                                                              |
| 32:44 Michael Wolf 56:19 John Tripp | 32:44 Michael Wolf 56:19 John Tripp |  | 16:38 Landon Wilson 19:29 Andrew Hedlund 30:31 Tim Stapleton |

| 9. listopadu 2007 20:00 | Dánsko | 1:2 (1:0, 0:1, 0:1) | USA | TUI Arena, Hannover Návštěvnost: 4 475 |  |

| Zpráva (francouzsky) |                     |  |                                         |
| 6:23 Daniel Nielsen  | 6:23 Daniel Nielsen |  | 32:53 Tim Stapleton 52:03 Landon Wilson |

| 10. listopadu 2007 18:00 | Německo | 6:2 (4:0, 0:1, 2:1) | Dánsko | TUI Arena, Hannover Návštěvnost: 5 797 |  |

| Zpráva (francouzsky) | |  |                                          |
| 2:42 Tobias Draxinger 12:47 Christoph Ullmann 16:21 Sven Felski 18:12 Sven Felski 53:15 Florian Busch 56:24 Florian Busch | 2:42 Tobias Draxinger 12:47 Christoph Ullmann 16:21 Sven Felski 18:12 Sven Felski 53:15 Florian Busch 56:24 Florian Busch |  | 30:12 Mads Christensen 56:57 Kasper Degn |

## Skupina B
| Poř. | Tým       | Z | V | VP | PP | P | Skóre | B |
| ---- | --------- | - | - | -- | -- | - | ----- | - |
| 1.   | Švýcarsko | 2 | 2 | 0  | 0  | 0 | 4:2   | 6 |
| 2.   | Slovensko | 2 | 1 | 0  | 0  | 1 | 6:4   | 3 |
| 3.   | Japonsko  | 2 | 0 | 0  | 0  | 2 | 3:7   | 0 |

| 8. listopadu 2007 16:30 | Japonsko | 1:2 (0:0, 1:1, 0:1) | Švýcarsko | TUI Arena, Hannover Návštěvnost: 700 |  |

| Zpráva (francouzsky) |                     |  |                                           |
| 38:47 Masato Domeki  | 38:47 Masato Domeki |  | 20:18 Julien Sprunger 53:56 Marc Reichert |

| 9. listopadu 2007 16:30 | Slovensko | 5:2 (3:0, 0:2, 2:0) | Japonsko | TUI Arena, Hannover Návštěvnost: 2 970 |  |

| Zpráva (francouzsky)                                                                               | |  |                                         |
| 4:56 Peter Húževka 5:57 Marcel Haščák 12:47 Marcel Haščák 40:53 Peter Fabuš 45:53 Tibor Melichárek | 4:56 Peter Húževka 5:57 Marcel Haščák 12:47 Marcel Haščák 40:53 Peter Fabuš 45:53 Tibor Melichárek |  | 24:25 Takeshi Saitō 28:48 Tetsuya Saitō |

| 10. listopadu 2007 14:30 | Švýcarsko | 2:1 (1:1, 1:0, 0:0) | Slovensko | TUI Arena, Hannover Návštěvnost: 3 470 |  |

| Zpráva (francouzsky)                   |                                        |  |                    |
| 7:09 Andres Ambühl 32:40 Thomas Déruns | 7:09 Andres Ambühl 32:40 Thomas Déruns |  | 3:03 Peter Húževka |

## O 5. místo
| 11. listopadu 2007 12:00 | Dánsko | 2:4 (1:1, 0:2, 1:2) | Japonsko | TUI Arena, Hannover Návštěvnost: 1 285 |  |

| Zpráva (francouzsky)                       |                                            |  |                                                                                     |
| 9:48 Jesper Damgaard 55:09 Morten Dahlmann | 9:48 Jesper Damgaard 55:09 Morten Dahlmann |  | 15:15 Daisuke Obara 38:38 Takeshi Saitō 44:32 Hideyuki Osawa 51:58 Yoshinori Iimura |

## O 3. místo
| 11. listopadu 2007 15:30 | Německo | 5:2 (1:1, 2:1, 2:1) | Slovensko | TUI Arena, Hannover Návštěvnost: 4 157 |  |

| Zpráva (francouzsky)                                                           |                                                                                |  |                                                                  |
| 12:10 Sven Felski 29:56 Sven Felski 39:15 Martin Ančička 42:44 Michael Hackert | 12:10 Sven Felski 29:56 Sven Felski 39:15 Martin Ančička 42:44 Michael Hackert |  | 11:18 František Skladaný 40:27 Peter Húževka 59:21 Martin Štrbák |

## Finále
| 11. listopadu 2007 19:00 | USA | 2:3 SN (0:0, 1:2, 1:0, 0:0) | Švýcarsko | TUI Arena, Hannover Návštěvnost: 4 157 |  |

| Zpráva (francouzsky)                   |                                        |  |                                                                            |
| 26:56 Dwight Helminen 41:04 Ryan Vesce | 26:56 Dwight Helminen 41:04 Ryan Vesce |  | 24:45 Florian Blatter 34:57 Beat Gerber rozhodující nájezd Patrik Bärtschi |

## Soupisky týmů
1.  Švýcarsko 

Brankáři: Ronie Rüeger, Marco Bührer.

Obránci: Severin Blindenbacher, Patrick Fischer, Timo Helbling, Beat Gerber, Félidien Du Bois, Mathias Seger, Martin Stettler, Florian Blatter, Jon Gobbi, Peter Guggisberg.

Útočníci: Julien Sprunger, Thibaut Monnet, Marc Reichert, Dario Bürgler, Raffaele Sannitz, Paul Savary, Björn Christen, Duri Camichel, Paolo Duca, Patrik Bärtschi, Fabian Sutter, Andres Ambühl, Thomas Déruns, Sandy Jeannin, Julien Vaucklair.
2.  USA 

Brankáři: Adam Hauser, John Curry.

Obránci: Charlie Cook, Brett Hauer, Andy Hedlund, Nick Angell, Lee Sweatt, Brandon Buckley, Andrew Canzanello.

Útočníci: Daniel Hacker, Dwight Helminen, Ryan Vesce, Steve Saviano, Tim Stapleton, Landon Wilson, Anthony Voce, Michael Carman, Eric Nickulas, Brett Hammond, Bryan Lundbohm, David Lundbohm.
3.  Německo 

Brankáři: Dimitrij Kotschnew, Youri Ziffzer, Robert Müller.

Obránci: Rainer-Georg Köttsdorfer, Jason Holland, Sebastian Osterloh, Tobias Draxinger, Jens Baxmann, Michael Bakos, Martin Ančička, Andreas Renz, Chris Schmidt, Frank Hördler.

Útočníci: Sven Felski, Michael Wolf, John Tripp, Felix Schütz, Alexander Barta, Michael Hackert, Christoph Melischko, Alexander Weiß, Manuel Klinge, Florian Busch, Christoph Ullmann, Alexander Polaczek, Patrick Buzas, Yannik Seidenberg, Philip Gogulla.
4.  Slovensko 

Brankáři: Rastislav Staňa, Miroslav Hála.

Obránci: Martin Štrbák, Tomáš Starosta, Michal Sersen, Peter Podhradský, René Vydarený, Marcel Šterbák, Peter Mikuš, Jozef Kováčik.

Útočníci: Marek Uram, Ľuboš Bartečko, Ivan Čiernik, Juraj Kolník, Peter Húževka, Peter Fabuš, Tibor Melichárek, František Skladaný, Michal Hudec, Marek Haščák, Juraj Mikúš, Michel Miklík.
5.  Japonsko 

Brankáři: Masahito Haruna, Naoya Kikuchi, Yuta Narisawa.

Obránci: Hideyuki Osawa, Jun Tonosaki, Aaron Keller, Shinya Yanadori, Kengo Ito, Fumitaka Miyauchi, Yutaka Kawaguchi.

Útočníci: Takeshi Saitō, Yōsuke Kon, Shuhei Kuji, Gó Tanaka, Yoshinori Iimura, Bin Ishioka, Tatsuya Saitō, Daisuke Obara, Masato Domeki, Akifumi Okuyama, Tōru Kamino.
6.  Dánsko 

Brankáři: Michael Madsen, Peter Hirsch.

Obránci: Rasmus Pander, Daniel Nielsen, Mads Bodker, Jesper Damgaard, Andreas Andreasen, Morten Dahlmann, Mads Moller.

Útočníci: Kim Staal, Morten Green, Julian Jakobsen, Kasper Degn, Peter Regin, Mads Christensen, Rasmus Olsen, Michael Smidt, Mick Jensen, Thor Dresler, Mike Grey, Kim Karsberg, Stefan Lassen.